# Жупан Богдан Богданович
Богдан Богданович Жу́пан—лікар-офтальмолог вищої категорії, доктор медичних наук, професор, полковник медичної служби у відставці, заслужений лікар України. Експерт у галузі катарактальної та глаукомної хірургії. Головний офтальмолог Збройних Сил України (2007-2024 р.р.). Автор численних наукових публікацій, учасник і спікер міжнародних  та національних конференцій.

## Життєпис
Народився 7 січня 1969 року у селі Рокосово, Хустського району Закарпатської області.
Навчався офтальмології у Військово-медичній академії ім. С. М. Кірова (1993), Санкт-Петербург, та в Медичній школі Гарварда (Harvard Medical School) у США.
З 1993 по 2000 рік працював старшим ординатором операційно-перев’язувального взводу ОМедБ м. Ужгород.
У 1994 році пройшов первинну спеціалізацію за фахом «Офтальмологія» у Львові.
У 1997–1998 роках проходив інтернатуру зі спеціальності «Офтальмологія» при Українській військово-медичній академії, а згодом — магістратуру (2001–2002) за тією ж спеціальністю.
З 2000 по 2008 рік — ординатор клініки офтальмології Головного військово-медичного клінічного госпіталю «ГВКГ».
У 2002–2007 роках навчався в аспірантурі в Інституті очних хвороб і тканинної терапії ім. В. П. Філатова (м. Одеса).
У 2008 році захистив кандидатську дисертацію на тему: «Роль коензиму А в патогенезі вікової катаракти».
З 2007 року по 2024 рік — начальник клініки офтальмології Національного військово-медичного клінічного центру «ГВКГ», головний офтальмолог Збройних сил України.
Богдан Богданович Жупан входив до складу офіційної урядової делегації з візитом до Китайської Народної Республіки й брав безпосередню участь у багаторічному переговорному процесі. За результатами переговорів укладено міжурядову угоду про надання гуманітарної допомоги — новітнього офтальмологічного обладнання на 20 млн. китайських юанів (3,2 млн. доларів США). У 2015 р. обладнання доставлено до клініки.
У 2014 році отримав вчене звання доцента кафедри військової хірургії УВМА.
У 2021 році захистив докторську дисертацію: «Медико-соціальне обґрунтування удосконалення системи офтальмологічної допомоги військовослужбовцям сил оборони України у сучасних збройних конфліктах».
З 2024 року - професор кафедри офтальмології НУОЗ імені П.Л. Шупика. Лікар-офтальмолог та хірург у місті Київ.

## Відзнаки та нагороди
За багаторічну сумлінну службу, високий професіоналізм, вагомий внесок у розвиток офтальмології та охорони здоров’я, удостоєний низки почесних державних нагород:
- Заслужений лікар України (2014)
- Орден Данила Галицького (2018)
- Лауреат Державної премії України в галузі науки і техніки (2020)

Нагороди та відзнаки Міністерства оборони України:
- Медаль «15 років Збройним Силам України» (2006)
- Медалі «За сумлінну службу» І (2006) і ІІ ступеня (2007)
- Медаль «За зразкову службу в Збройних Силах України» ІІІ ступеня (2009)
- Медаль «Ветеран служби» (2014)
- Відзнака Президента України «За участь в Антитерористичній операції» (2017)
- Відомча відзнака Міністерства оборони України «Знак пошани» (2019)

## Педагогічна та наукова діяльність
Стаж педагогічної роботи у вищих навчальних закладах ІІІ–IV рівнів акредитації — понад 15 років, з них в Українській військово-медичній академії — майже 7 років.
2007–2012 роки — викладач кафедри військової хірургії Військово-медичного інституту УВМА.
2012–2020 роки — доцент кафедри військової хірургії Військово-медичного інституту УВМА
З 2020 року — професор кафедри військової хірургії Військово-медичного інституту УВМА.
З 2024 року - професор кафедри офтальмології НУОЗ імені П.Л. Шупика.
Автор понад 68 публікацій, з них 52 — наукові, 14 — навчально-методичного характеру.
Після захисту докторської дисертації опубліковано 9 робіт (6 наукових, 3 навчально-методичних), включно з двома публікаціями у виданнях, що входять до Scopus і Web of Science.

## Міжнародна діяльність
Проходив міжнародне онлайн-стажування в країнах-членах ОЕСР та ЄС:
International CXL «CXL Experts` Meeting 2020» (Цюрих, 2020, 14 CME Credits)
Paragon Vision Sciences «Paragon CRT for Corneal Refractive Therapy» (США, 2021, Certificate №14432)
New York Eye and Ear Infirmary of Mount Sinai: «Chronic Noninfectious Uveitis of the Posterior Segment» (Нью-Йорк, 2021, Certificate 0.5 AMA PRA Category I Credits)